# Кружилинское сельское поселение
Кружилинское сельское поселение — муниципальное образование в Шолоховском районе Ростовской области.
Административный центр поселения — хутор Кружилинский.

## География
Кружилинское сельское поселение расположено в степной местности, в изрезанном оврагами бассейне реки Черная, на месте слияния рек Чёрная и Семёновка в 20 – 25 км южнее станицы Вешенской.

## История
Хутор Кружилинский был основан около 1749 года. К 1820 году в хуторе было 20 дворов,  к концу XIX века - 200 дворов. Перед  революцией хутором управлял атаман. Жители хутора относились к прихожанам Троицкой церкви станицы Вёшенской.
В настоящее время в хуторе около 587 дворов и проживает около 1270 человек. На территории муниципального образования «Кружилинское сельское поселение» находится 944 двора и проживает около 1930 человек.
«Кружилинское сельское  поселение»  с  административным  центром  в  хуторе Кружилинский было образовано в соответствии с Федеральным  законом  № 131- ФЗ  «Об  общих  принципах  организации  самоуправления  в  Российской  Федерации» от  06.10.2003 года и  статьей №2  Областного Закона  от  19.11.2004  года  № 198-ЗС  «Об установлении границ и наделении соответствующим статусом муниципальных образований «Шолоховский район» и муниципальных образований в его составе, принятого  Законодательным  Собранием 05.11.2004 года.

## Административное устройство
В состав Кружилинского сельского поселения входят:
- хутор Кружилинский;
- посёлок Лаврова Балка;
- хутор Максаевский;
- хутор Сингиновский;
- хутор Чукаринский.

## Население
| 2010  | 2012  | 2013  | 2014  | 2015  | 2016  | 2017  |
| ----- | ----- | ----- | ----- | ----- | ----- | ----- |
| 1877  | ↘1862 | ↘1836 | ↘1809 | ↘1769 | ↘1754 | ↘1700 |
| 2018  | 2019  | 2020  | 2021  |       |       |       |
| ↘1656 | ↘1636 | ↘1591 | ↘1551 |       |       |       |

## Достопримечательности

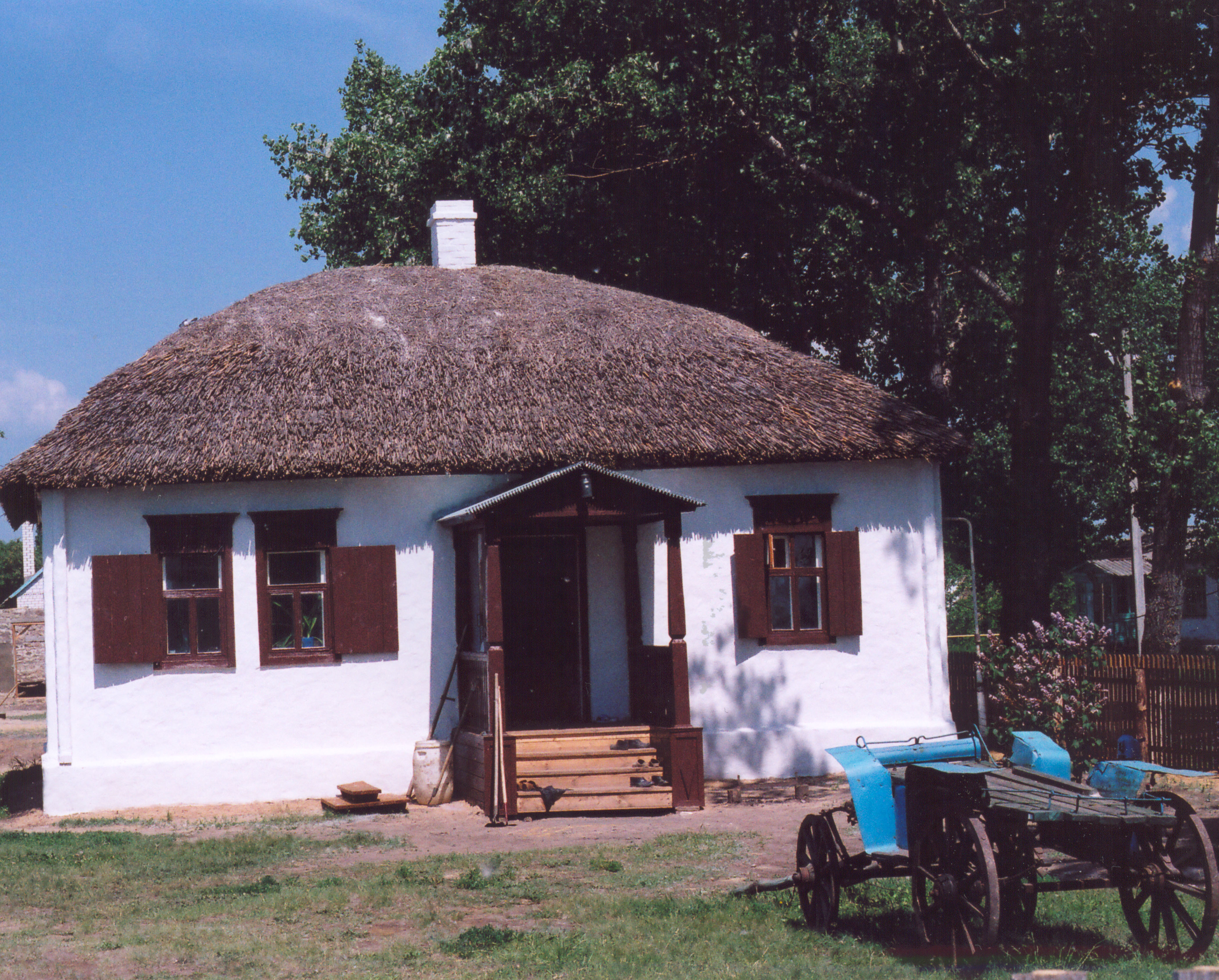
Домик в хуторе Кружилинский, где родился Михаил Шолохов.

На территории Кружилинского сельского поселения расположен Кружилинский мемориальный комплекс. Кружилинский мемориальный комплекс входит в состав Государственного музея-заповедника М. А. Шолохова. В музейный комплекс на территории хутора Кружилинский входят:
- Родительская усадьба писателя М. А. Шолохова. В усадьбе стоит небольшой дом, где родился и прожил пять лет будущий писатель Михаил Шолохов. Этот дом был куплен его отцом, Александром Михайловичем Шолоховым, работавшим приказчиком у купца Парамонова. Дом, представляющий типичный казачий курень, был продан в 1910 году. В музее-усадьбе есть фруктовый сад, лавка, баня, амбар, конюшня и др.
- Музейный комплекс Казачье подворье конца XIX — начала XX вв. знакомит посетителей с устройством дома, жизнью и бытом казаков того времени.
- Памятник «Казакам Тихого Дона» расположен на окраине хутора Кружилинский. Туристы иногда называют эту скульптурную композицию памятником Григорию Мелехову. На скульптуре памятника изображен казак на коне. Казак держит удила и смотрит в сторону, за его плечами винтовка. Авторами памятника «Казакам Тихого Дона» являются заслуженный художник УССР, лауреат Шолоховской премии Н. В. Можаев, Э. М. Можаева, Н. Н. Щербаков; архитектор В. И. Волошин. Памятник отлит из бронзы. Высота скульптуры памятника — 6 метров. Памятник стоит на постаменте на насыпном кургане, высота которого составляет 8 метров. Вес памятника — 8 тонн.
В 1956 году Н. В. Можаев в соавторстве с Н. Н. Щербаковым при подготовке к выставке, посвящённой 40-й годовщине Великой Октябрьской социалистической революции, подготовили композицию памятника. Макет скульптуры в бронзе высотой 70 см имел первоначальное название «Трубач». Позднее название было изменено на «Орлёнок», потом на «В донских степях»; в 1995 году, после открытия памятника, ему было дано название «Казакам Тихого Дона». Это же название написано на большом камне у памятника. Открытие памятника состоялась в 1994 году и было приурочено к некруглой дате — 89-й годовщине со дня рождения М. А. Шолохова[13].
- Церковь во имя Святителя и Чудотворца Николая. Построена в 1885 году. Не сохранилась.